# Поліфем
Поліфе́м (грец. Πολύφημος) — один із кіклопів, син Посейдона й німфи Тооси. За епосом, Поліфем був вівчарем. Мав люту вдачу, пожирав людей. Телем провістив кіклопові, що його осліпить Одіссей.
Коли Одіссей із своїми товаришами потрапив до печери Поліфема, той, заваливши вхід скелею, відразу ж з'їв кількох із них. Одіссей у відповідь на запитання Поліфема, як його звати, сказав: «Ніхто». Потім, напоївши кіклопа вином, випалив йому єдине око.
Коли на крик осліпленого поприбігали інші кіклопи й запитали, хто йому заподіяв лихо, Поліфем відповів: «Ніхто». Виганяючи вранці на пасовисько отару, Поліфем, щоб не випустити з печери Одіссея та його супутників, обмацував кожну вівцю. Однак Одіссей поприв'язував своїх товаришів до животів овець, а сам учепився за густу вовну барана і в такий спосіб утік від Поліфема. Батько Поліфема, Посейдон, довго переслідував Одіссея та його супутників. Пізніші давньогрецькі поети згадують про кохання Поліфема до вродливої німфи Галатеї.

## Галерея

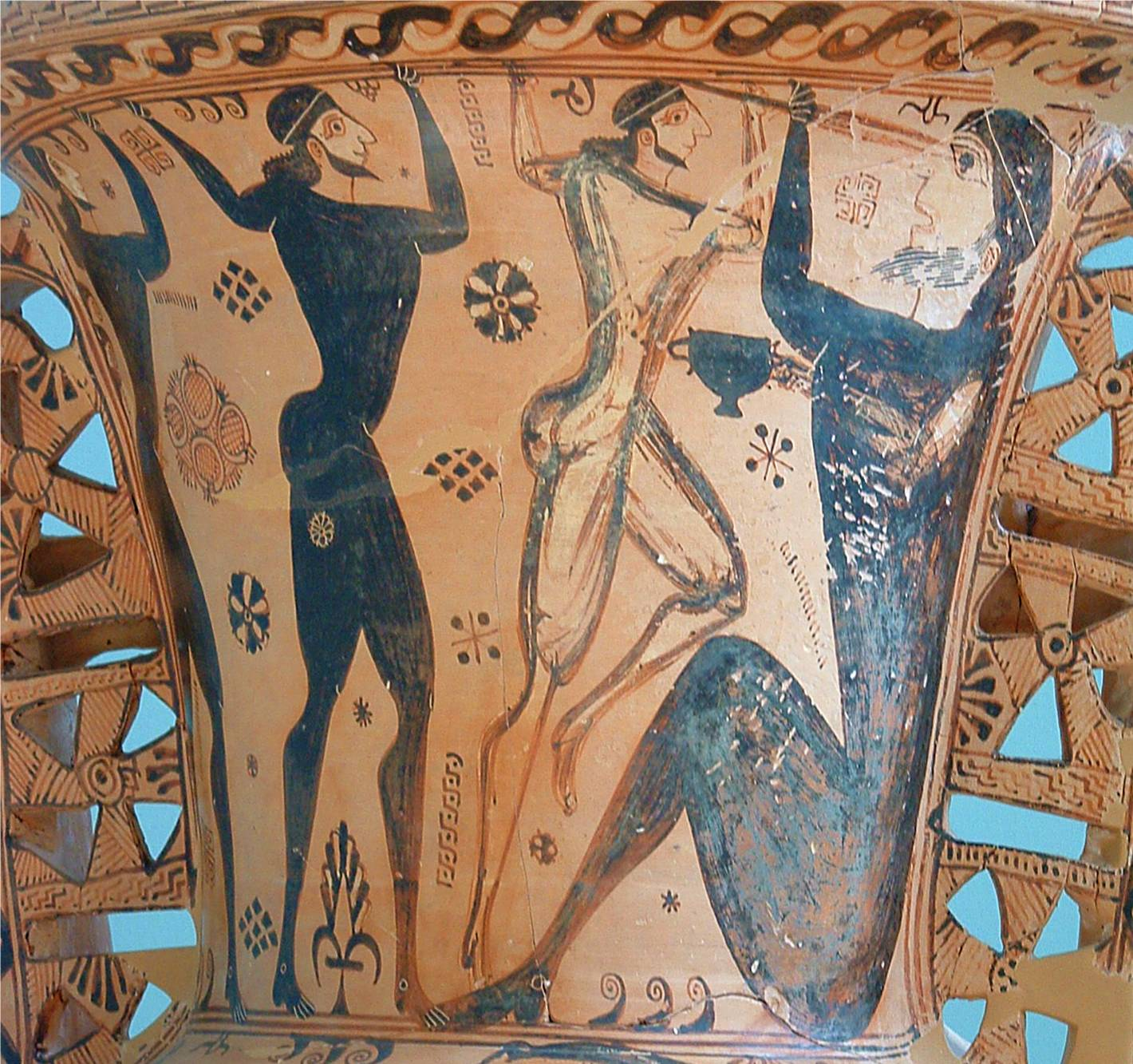
Одіссей осліплює Поліфема, чорнофігурна елефсинська амфора, 650 до н. е.
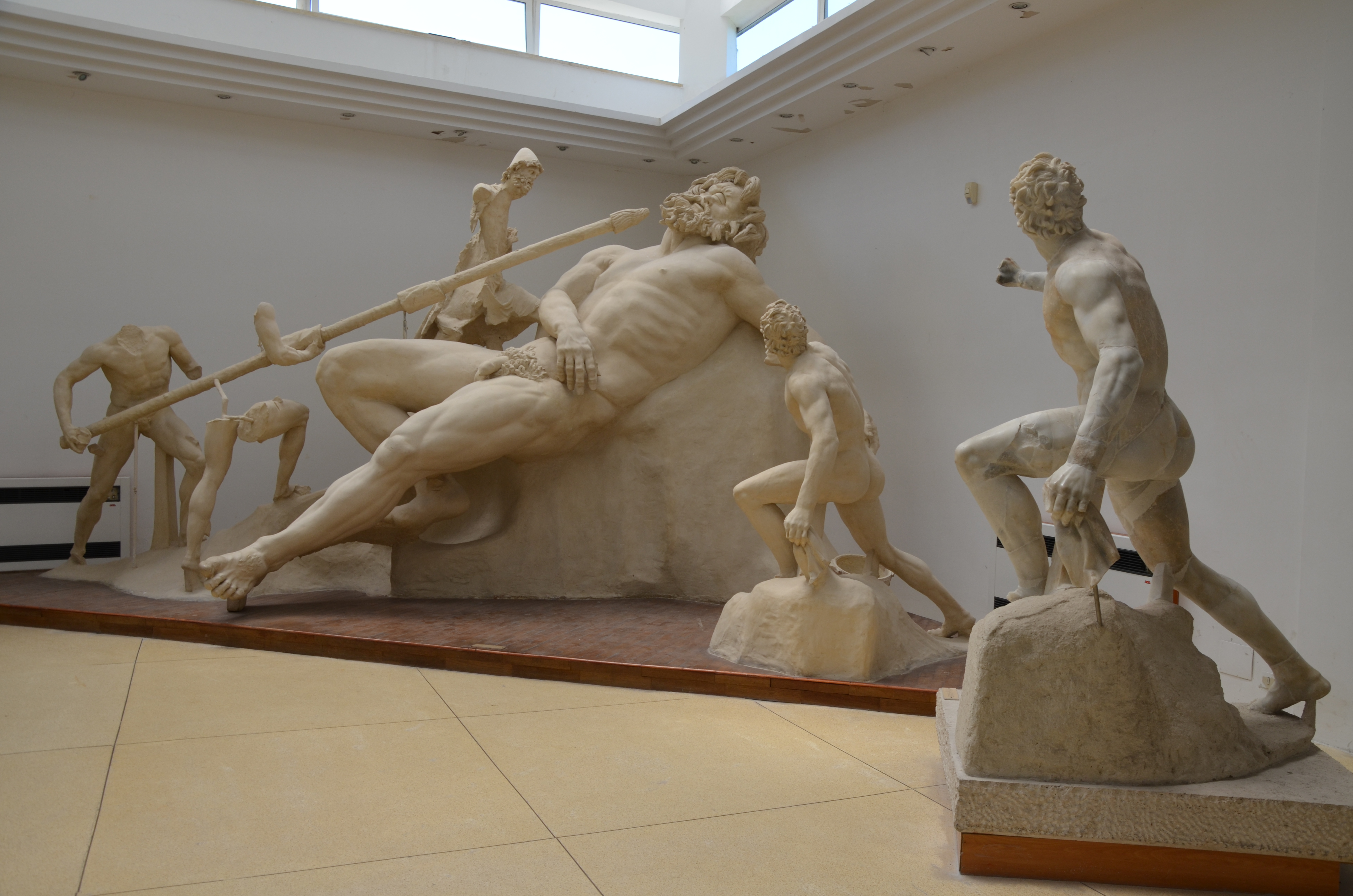
Осліплення Поліфема, скульптурна група зі Спрелонгського гроту (Італія), рання Римська імперія
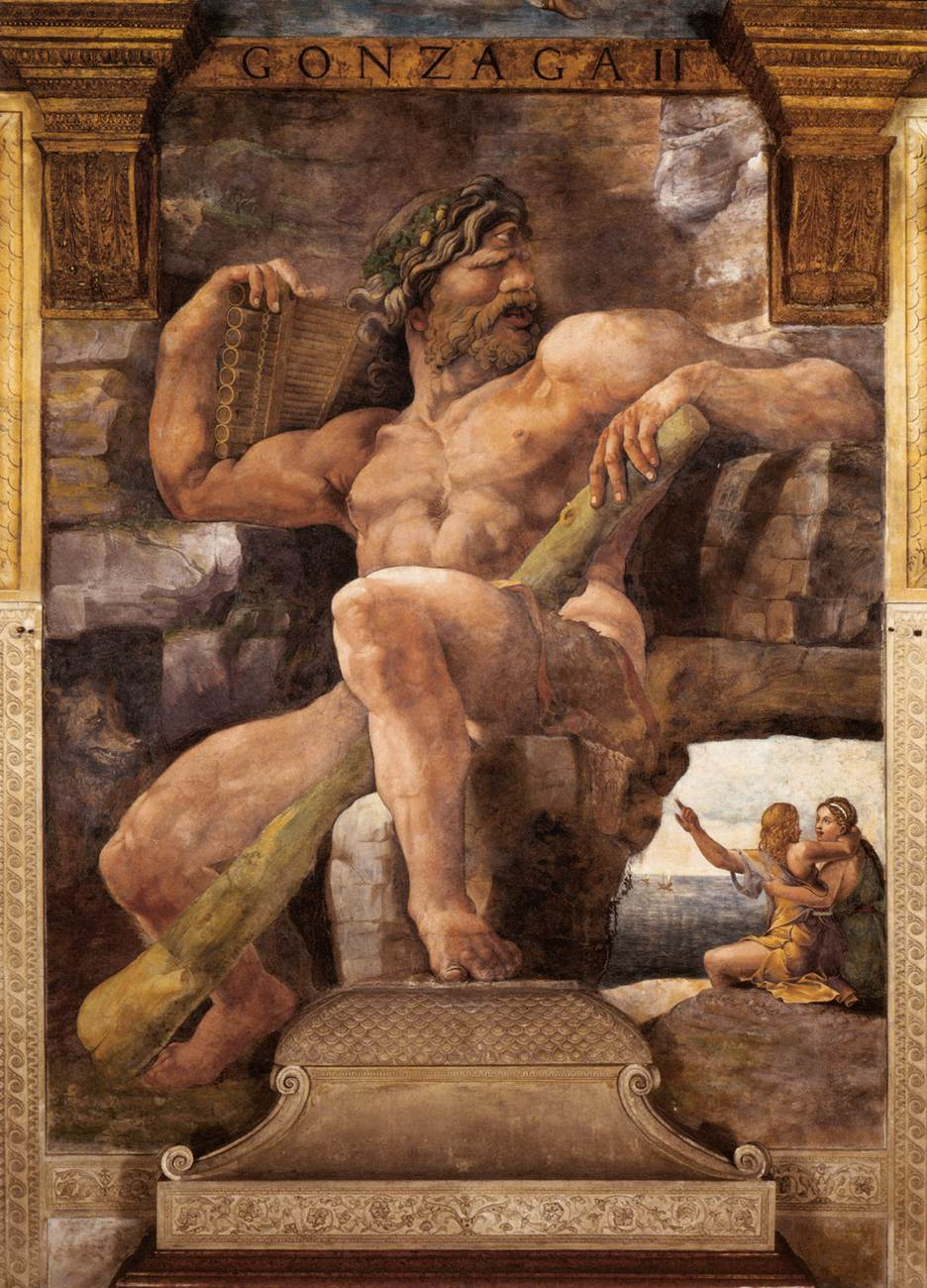
Поліфем на картині Джуліо Романо, між 1526 та 1528